# Teenage Crime
«Teenage Crime» es una canción de música house del DJ y productor sueco Adrian Lux, lanzado el 31 de mayo de 2010 por el sello discográfico Axtone Records, propiedad de otro productor sueco, Axwell. Fue incluida posteriormente en su álbum debut homónimo, Adrian Lux, lanzado en 2012. Cuenta con la colaboración en las voces y en guitarra de Linnéa Martinsson, más conocida como Lune.
El video musical fue dirigido por Tobias Hansson.

## Listado de canciones
| Descarga digital |                                                    |          |  |
| N.º              | Título                                             | Duración |  |
| 1.               | «Teenage Crime» (Radio Edit)                       | 02:49    |  |
| 2.               | «Teenage Crime» (Original Mix)                     | 06:07    |  |
| 3.               | «Teenage Crime» (Instrumental)                     | 06:07    |  |
| 4.               | «Teenage Crime» (Axwell Remix)                     | 06:56    |  |
| 5.               | «Teenage Crime» (Axwell Copenhagen Mix)            | 07:00    |  |
| 6.               | «Teenage Crime» (Axwell & Henrik B Remode)         | 07:03    |  |
| 7.               | «Teenage Crime» (Axwell & Henrik B Remode Re-Edit) | 02:05    |  |

## Posicionamiento en listas y certificaciones
| Lista (2010)                                | Mejor posición |
| ------------------------------------------- | -------------- |
| Australia (ARIA)                            | 35             |
| Bélgica (Flandes) (Ultratip Bubbling Under) | 3              |
| Bélgica (Valonia) (Ultratop 50)             | 50             |
| Países Bajos (Single Top 100)               | 97             |
| Suecia (Sverigetopplistan)                  | 49             |

| País      | Organismo certificador | Certificación    | Ventas |
| --------- | ---------------------- | ---------------- | ------ |
| Australia | ARIA                   | Disco de Platino | 70 000 |